# Jean Wendling
Jean Wendling (Bischheim, 1934. április 29. –) francia válogatott labdarúgó.
A francia válogatott tagjaként részt vett az 1960-as Európa-bajnokságon.

## Sikerei, díjai
Stade Reims
- Francia bajnok (2): 1959–60, 1961–62